# Östlicher Schwarzer Schopfgibbon
Der Östliche Schwarze Schopfgibbon (Nomascus nasutus) ist eine Primatenart aus der Familie der Gibbons (Hylobatidae).

## Merkmale
Es sind keine genauen Körpermaße bekannt, aber der Östliche Schwarze Schopfgibbon wird vermutlich genauso groß wie andere Arten der Gattung Nomascus sein. Genau wie diese besitzt auch dieser einen ausgeprägten Geschlechtsdimorphismus. Männchen sind komplett schwarz mit einem Braunstich auf der Brust, während Weibchen gelb- bis beigebraun gefärbt sind. Weibchen haben außerdem einen großen, weißen Gesichtsring und einen großen, schwarzen Scheitelfleck, der bis in den Nacken und nicht selten sogar bis an die Schultern reicht. Die Brust ist manchmal mit grauen, braunen oder schwarzen Haaren geschmückt. Junge Östliche Schwarze Schopfgibbons sind im Gegensatz zu anderen Schopfgibbons schwarz. Der Fellfarbenwechsel bei den Weibchen zu gelbbeigebraun erfolgt mit der Geschlechtsreife.

## Verbreitung und Lebensraum

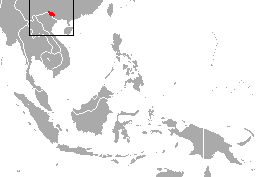
Verbreitungskarte

Das Verbreitungsgebiet des Östlichen Schwarzen Schopfgibbons ist heute auf eine kleine Region an der chinesisch-vietnamesischen Grenze (Cao Bang-Provinz, Vietnam bzw. Guangxi-Provinz, China) beschränkt. Die historische Verbreitung dagegen reichte von Südostchina bis nach Nordvietnam südlich und westlich bis zum Roten Fluss.
Eigentlich stellten Berg- und Karstwälder in einer Höhe von 50 bis 930 m den Lebensraum dieser Art dar. Jetzt ist sie nur noch in tropischen Monsun-Kalksteinwäldern in 500 bis 930 m Höhe in der Cao Vit Gibbon Conversation Area, Vietnam, und im angrenzenden Bangliang-Naturschutzgebiet, China, auf einer Fläche von nur ca. 2000 ha. zu finden.

## Lebensweise
Der Östliche Schwarze Schopfgibbon ist ein tagaktiver Baumbewohner. Die Aktivität beginnt kurz vor der Dämmerung und mit lauten Gesängen. Die Art bildet Gruppen, die ihre Reviere verteidigen, obwohl es einige gibt, die sich überlappen. Erste Schätzungen von drei Territorien von drei Gruppen belaufen sich auf 128 bis 133 ha., was ziemlich groß für Gibbons ist. Die Bildung einer neuen Gruppe wurde nur ein einziges Mal beobachtet und bestand aus einem Männchen und zwei Jungtieren, die in ein noch unbesetztes Gebiet einnahmen und in das kurz darauf ein Weibchen eintraf. Die ersten, langjährigen Beobachtungen legen nahe, dass diese Art im Gegensatz zu den meisten anderen Arten, aber ähnlich dem Westlichen Schwarzen Schopfgibbon und dem Hainan-Schopfgibbon polygam lebt. Eine Gruppe besteht demnach aus einem Männchen, einem oder zwei Weibchen und deren Nachwuchs. Gruppen mit zwei Weibchen gelten als stabil und sogar zwei gleichzeitig noch von der Mutter abhängige Jungtiere wurde in zwei Gruppen beobachtet. Die Durchschnittsgröße einer Gruppe beträgt sechs Individuen.
Langjährige Beobachtungen haben bewiesen, dass Östliche Schwarze Schopfgibbons sich hauptsächlich von Früchten (36 %) und Feigen (21 %) ernähren. Ergänzt wird der Speiseplan mit Blättern (16 %), Knospen (14 %), Tieren (7 %), Blumen (3 %) und anderen Pflanzenteilen. Etwa 81 Pflanzenarten werden gefressen. 19 davon sind lokal selten, machen aber den größten Teil aus. Die Tierkomponente besteht aus großen Wirbellosen, aber auch Eidechsen werden nicht verschmäht.
Vier Geburten von Östlichen Schwarzen Schopfgibbons in freier Wildbahn wurden bisher nachgewiesen. Sie fanden alle zwischen Oktober und Februar statt und scheinen nicht jahreszeitabhängig zu sein.

## Bedrohung
Der Östliche Schwarze Schopfgibbon wird von der IUCN als „critically endangered“ (vom Aussterben bedroht) klassifiziert. Er ist in China und Vietnam geschützt und kommt in zwei Naturschutzgebieten, in der Cao Vit Gibbon Conversation Area in Vietnam, und im angrenzenden Bangliang-Naturschutzgebiet in China, vor. Nur noch 110 Individuen in 18 Gruppen, vier davon in China, die restlichen in Vietnam, existieren heute. Vier Gruppen wurden erst 2006 in China entdeckt, eine andere in Vietnam 2002. Die Cao Vit Gibbon Conversation Area in Vietnam wurde 2007 gegründet, das angrenzende Bangliang-Naturschutzgebiet in China 2009. Zusätzliche Suchen in Vietnam blieben erfolglos und es ist möglich, dass der Östliche Schwarze Schopfgibbon an allen anderen Orten, wo er historisch vorkam, ausgestorben ist. Alle Schutzbemühungen konzentrieren sich jetzt auf die einzig bekannte Population. Gefährdet ist die Art durch die Lebensraumzerstörung der Einheimischen, die das Holz zum Bauen und als Feuerholz verwenden. Die Jagd ist unter Kontrolle mit keinem einzigen getöteten Tier seit 2003. Weitere Bedrohungen sind Inzuchtgefahr, Krankheitsausbrüche und Naturkatastrophen. Um den Erhalt der Art zu gewährleisten, werden in China und Vietnam Wälder gepflanzt.